# 비와지마정
비와지마정(枇杷島町)은 아이치현 니시카스가이군에 설치되었던 정이다. 현재의 나고야시 니시구 북부에 해당한다.